# Żnin
Żnin è un comune urbano-rurale polacco del distretto di Żnin, nel voivodato della Cuiavia-Pomerania.
Ricopre una superficie di 251,55 km² e nel 2004 contava 24 196 abitanti.